# WikiWikiWeb
WikiWikiWeb (или WardsWiki) е първият уики проект. Разработен е през 1994 година от компютърния програмист Уорд Кънингам с цел да облекчи и подобри процеса на обмен на идеи между програмистите. Проектът е реализиран на базата на HyperCard, в чиято разработка Кънингам участва в края на 80-те години. Той инсталирал WikiWikiWeb на сайта на своята компания Cunningham & Cunningham c2.com на 25 март 1995 година. Кънингам обяснил името на проекта, със спомен от международното летище на Хонолулу, където работник от компанията го посъветвал да използва уики-уики бус, курсиращ между терминалите. Думата „wiki“ на хавайски език означава „бързо“. Кънингам планирал проект, позволяващ на потребителите максимално бързо да редактират и създават статии, който в началото мислел да нарече „QuickWeb“ (на английски: quick – бърз). По-късно променил името на „WikiWikiWeb“ където първоначалния смисъл се запазва. Използването на двойно Уики в думата е за усилване на значението „бързо“.
На главната страница на WikiWikiWeb може да се прочете следното приветствие:
Our site's primary focus is PeopleProjectsAndPatterns in SoftwareDevelopment. Nevertheless it is much more than just an InformalHistoryOfProgrammingIdeas. It has a culture and DramaticIdentity of its own. In particular, all Wiki content is WorkInProgress and this will always be a forum where people share new ideas. WardsWiki changes as people come and go. Much of the information that remains is subjective or dated. If you are looking for a dedicated reference site,try WikiPedia.
Някои думи тук са написани в стила CamelCase, което е особеност от синтаксиса на WikiWikiWeb, позволяващ да се създадат вътрешни препратки в сайта.

## Сродни проекти
| Site             | Pages                                                   | Founder                    |
| ---------------- | ------------------------------------------------------- | -------------------------- |
| WikiWikiWeb      | 34226                                                   | Уорд Кънингам              |
| WhyClublet       | 4782                                                    | Richard Drake              |
| MeatBallWiki     | 5122                                                    | Clifford Adams, Sunir Shah |
| GreenCheese      | (dead)                                                  | Peter Merel                |
| TheReformSociety | (dead)                                                  | Peter Merel                |
| The Adjunct      | 737 Архив на оригинала от 2008-01-01 в Wayback Machine. | Earle Martin               |
| WikiBase         | 359                                                     | Уорд Кънингам              |
| FitWiki          | 225                                                     | Уорд Кънингам              |